# Marquesado del Turia
El marquesado del Turia es un título nobiliario español concedido por Alfonso XIII a Tomás Trénor y Palavicino por la promoción y ejecución de la Exposición Regional celebrada en Valencia en 1909. 

## Marqueses del Turia
- Tomás Trénor y Palavicino (Valencia, 1864 - Madrid, 1913). I Marqués del Turia (1909). Fue caballero gran cruz de la Orden de Carlos III y caballero gran cruz de la Orden de Isabel la Católica en 1898. Teniente coronel de Artillería, gentilhombre de Cámara del rey con ejercicio y diputado en Cortes. Iniciador y presidente de la Junta Directiva de la primera Exposición Regional, Valencia (1909).

1. Casó con Margarita de Azcárraga y Fresser. Le sucedió, en 1916, su hijo:

- Tomás Trénor Azcárraga (Valencia, 1894-1981). II Marqués del Turia. Coronel de Artillería, diputado en Cortes y alcalde de Valencia.

1. casó con María de las Mercedes Trénor y Sentmenat. Le sucedió su hijo:

- Tomás Trénor y Trénor. III Marqués del Turia. Falleció en 1989.

1. Casó con María de la Luz Puig y Menéndez. Le sucedió, en 1990, su hijo:

- Tomás Trénor y Puig. IV Marqués del Turia. Abogado. Presidente de la Asociación valenciana contra el cáncer. Vicepresidente del Patronato de la Fundación IVO (Instituto Valenciano de Oncología).